# 阿隆·莫科纳
阿隆·莫科纳（英語：Aaron Mokoena，1980年11月25日—）為南非足球運動員，司職中堅、防守中場，亦是南非國家足球隊主力兼兩隊的隊長。

## 球會
他出道初期曾先後效力利華古遜和阿積士，其後加盟比斯查，擔任隊長。
莫高拿2005年1月8日首次代表布力般流浪，在英格蘭足總盃對卡迪夫城中戰於43分鐘入替巴利·費格遜，其後便成為了常規正選球員，合共上陣22場。在布力般領隊馬克·曉士的防守型4-5-1陣式中，為三人中場之一，助減低了布力般的失球數字和不再成為護級分子。
曉士其後轉為4-4-2陣式，但這未能讓球員發揮出最佳水準。在這個陣式下，他的表現稍為回落，被一些球迷批評欠缺技術，甚至被嘲踢法英雄主義。此後球隊回復4-5-1陣式，他踢法比以前保守，多擔任防守中場，防守型的踢法為布力般贏得不少賽事。2007年，藉著沙維治受傷，莫高拿成功取得布力般的正選席位，並在2007年3月11日英格蘭足總盃第六圈擊敗曼城一仗中首次取得入球。可是他在這場比賽的後段，他以兩黃一紅被逐。2009年3月16日，莫高拿宣布不會續約布力般，原因是欠缺上陣幾會，合約會於球季結束後完結。
莫高拿於2009年5月24日最後一次為布力般上場。同日，他宣布加盟樸茨茅夫，簽約3年。雖然樸茨茅夫財困並於2010年降班英冠，但莫高拿對球會不離不棄，繼續擔當重任，並於2010年10月29日與樸茨茅夫簽署兩年半新約。

## 國家隊
他的綽號是「麥巴素」（Mbazo）或斧頭（The Axe），是南非國家隊最年輕上陣紀錄保持者，曾於1999年參加過2000年夏季奧運會足球外圍賽，憑表現取代盧卡斯·拉迪比成為國家隊隊長。
2008年1月，莫高拿在加納主辦的非洲國家盃擔任南非隊隊長，由於在全部三場賽事表現矚目，有報道指他將會成為多家歐洲球會的收購目標，包括曼城、史浩克04和他曾效力過的阿積士。

## 國際賽入球
| # | 日期          | 場地         | 對手   | 入球 | 賽果 | 賽事             |
| - | ------------- | ------------ | ------ | ---- | ---- | ---------------- |
| 1 | 2006年10月8日 | 贊比亞卢萨卡 | 尚比亞 | 1–0  | 1–0  | 非洲國家盃外圍賽 |

## 外部連結
- 莫高拿 – FIFA國際賽競賽紀錄 (存檔)
- 足球数据库：莫高拿的球员统计数据